# از میان مسیرها
از میان مسیرها (به انگلیسی: Across the Tracks) فیلمی است محصول سال ۱۹۹۱ و به کارگردانی سندی تونگ است. در این فیلم بازیگرانی همچون ریکی شرودر، کری اسنادگرس، برد پیت، توماس میکال فورد و جک مک‌گی ایفای نقش کرده‌اند.